# Antero Manninen
Antero Manninen (Tampere, 19 de Janeiro de 1973), é um violoncelista finlandês, ex-membro da banda de Symphonic metal Apocalyptica e membro da Orquesta Filarmónica de Helsínquia.
Antero Manninen foi um dos fundadores do grupo Apocalyptica. Deixou o grupo em 2000 para se integrar à Orquesta Filarmónica de Helsínquia, embora ainda costume fazer participações com o Apocalyptica.